# حکم احضار
حکم احضار (انگلیسی: Habeas Corpus) فیلمی در ژانر کمدی و زوج هنری به کارگردانی لئو مک‌کری است که در سال ۱۹۲۸ منتشر شد. از بازیگران آن می‌توان به استن لورل، اولیور هاردی، و ریچارد کرله اشاره کرد.